# Sandro Mabel
Sandro da Mabel Antonio Scodro (Ribeirão Preto, 31 de dezembro de 1958), mais conhecido como Sandro Mabel, é um administrador e político brasileiro filiado ao União Brasil. É o prefeito de Goiânia, capital estadual de Goiás, desde 1º de janeiro de 2025. Anteriormente, foi deputado federal durante quatro mandatos e serviu também como deputado estadual por Goiás, durante uma legislatura.
Iniciou sua trajetória profissional aos 13 anos. Aos 23 anos, assumiu a presidência da empresa Mabel, contribuindo para que a fábrica se tornasse uma das maiores do setor alimentício da América Latina. É formado em Administração de Empresas pela Universidade de Ribeirão Preto (UNAERP), com cursos de especialização realizados no Brasil e no exterior. Também atua como pecuarista, carcinicultor (criador de crustáceos), empresário do setor imobiliário e desenvolve e apoia projetos humanitários como associado do Rotary Club de Goiânia desde 1984.

## Atuação institucional e empresarial
Em janeiro de 2019, assumiu a presidência da Federação das Indústrias do Estado de Goiás (Fieg), com o objetivo de fortalecer a indústria goiana, agregando valor à produção local e defendendo melhores condições de produtividade e competitividade.
Em 2020, passou a presidir o Conselho de Mineração da Confederação Nacional da Indústria (CNI).
No final de 2022, anunciou um plano de investimentos da Fieg, prevendo o aporte de R$ 1 bilhão até 2026, por meio do Sesi e Senai, para a construção e modernização da infraestrutura das instituições em todo o estado de Goiás. Os recursos foram viabilizados por meio de uma gestão que reduziu despesas e ampliou investimentos.
Foi reeleito Presidente da Federação das Indústrias do Estado de Goiás - FIEG para o período 2023-2026. 

## Atuação parlamentar
Em 1997, como deputado federal, Mabel foi admitido pelo presidente Fernando Henrique Cardoso à Ordem do Mérito Militar no grau de Comendador especial.
Foi relator do substitutivo da PEC 74-A que altera o Sistema Tributário Nacional, que realiza a Reforma Tributária Brasileira. O trabalho foi desenvolvido para simplificar a tributação do país e redistribuir a arrecadação entre União, Estados e Municípios, desconcentrando o dinheiro público das mãos da União. O projeto não foi votado por falta de vontade política.
É autor do PL 4330 de 2004 que, segundo os defensores da proposta, tem como objetivo proteger ainda mais os trabalhadores terceirizados. No entanto o projeto divide opiniões, pois enseja a terceirização de quaisquer atividades das empresas, ao não definir o que seria atividade fim e atividade meio e esvazia a responsabilidade da contratante, quanto a eventuais inadimplências da prestadora de serviços em relação aos seus empregados. Além de liberar a terceirização nas atividades essenciais da empresa, acaba com a responsabilidade solidária da contratante. Desse modo, se a terceirizada não arcar com as obrigações trabalhistas, a tomadora de serviços pode não ter qualquer responsabilidade pelos trabalhadores que prestavam serviço a ela e nem ser cobrada na Justiça.
As centrais sindicais e movimentos sociais afrontaram diretamente a proposta, chegando a interromper sua votação em 3 de setembro de 2013.  Os órgãos patronais que representam os setores ligados ao capital industrial, do qual o deputado é representante, e agrário defendem o projeto em busca de tornar as empresas mais competitivas e de se elidirem dos encargos trabalhistas.  Segundo Souto Maior, especialista em direito trabalhista da Universidade de São Paulo o projeto (4330/04) vem preconizar que terceirização 'é técnica moderna de administração do trabalho’, mas de fato, representa uma estratégia de destruição da classe trabalhadora, de inviabilização do antagonismo de classe, servindo ao aumento da exploração do trabalhador, que se vê reduzido à condição de coisa invisível.
Em dezembro de 2024, o TRE-GO pediu a cassação de Mabel e de sua vice, Coronel Cláudia. O pedido seria relacionado a uma condenação do governador Ronaldo Caiado. Segundo a decisão proferida pela juíza Maria Umbelina Zorzetti, Caiado usou a sede de seu governo, o Palácio das Esmeraldas, para realizar eventos de campanha para Mabel, que era seu candidato em Goiânia. A cassação foi justificada porque Mabel e Cláudia teriam sido beneficiados pelos episódios. Os eventos em questão tratam-se de jantares com lideranças políticas que ocorreram entre sete e nove de outubro, logo após o primeiro turno do pleito. Em abril de 2025 os desembargadores do TRE-GO consideraram que os encontros não atingiram a gravidade exigida para pena de cassação, entendendo que o resultado registrado nas urnas decorreu do comportamento legítimo do eleitorado, e decidiram acatar, por unanimidade, o recurso imposto pela defesa da chapa eleitoral do prefeito Sandro Mabel e reverteram a decisão de primeira instância, derrubando a cassação por 7 votos a 0. 
Em abril de 2025 Sandro Mabel completou cem dias a frente da Prefeitura de Goiânia. 

### Denúncias de corrupção
O ex-deputado é suspeito de cobrar propina da Odebrecht em troca da liberação de uma obra, segundo inquérito autorizado pelo ministro o STF Edson Fachin, e cujos valores chegaram a dez milhões de reais. Os delatores da Odebrecht (atual Novonor) relataram terem destinado pagamento um total de 50 milhões de reais a um grupo de quatro parlamentares para auxiliarem a Odebrecht e Andrade Gutierrez a vencerem a licitação da Usina Hidrelétrica de Santo Antônio e aparar arestas com o governo federal. Um dos nome era o de Mabel, que recebeu 10 milhões de reais; os outros eram o então deputado Eduardo Cunha (20 milhões de reais), o senador Romero Jucá (dez milhões de reais), e o deputado Arlindo Chinaglia, na época o presidente da Câmara dos Deputados (dez milhões de reais). Os valores seriam pagos pelas duas construtoras, de acordo com sua fatia no consórcio que ganhou a licitação. 

## Desempenho eleitoral
| Ano  | Eleição              | Partido | Cargo             | Votos   | %                 | Resultado  | Ref           |
| ---- | -------------------- | ------- | ----------------- | ------- | ----------------- | ---------- | ------------- |
| 1990 | Estaduais em Goiás   | PMDB    | Deputado estadual | 12.037  | n/d               | Eleito     |               |
| 1992 | Municipal de Goiânia | PMDB    | Prefeito          | 55.019  | 45,31%            | Não eleito |               |
| 1994 | Estaduais em Goiás   | PMDB    | Deputado federal  | 61.735  | 4,94%             | Eleito     |               |
| 2002 | Estaduais em Goiás   | PFL     | Deputado federal  | 147.387 | 5,65%             | Eleito     |               |
| 2006 | Estaduais em Goiás   | PL      | Deputado federal  | 108.629 | 3,83%             | Eleito     |               |
| 2010 | Estaduais em Goiás   | PR      | Deputado federal  | 148.687 | 5,15%             | Eleito     |               |
| 2024 | Municipal de Goiânia | UNIÃO   | Prefeito          | 190.278 | 27,66% (1º Turno) | Eleito     | [ 15 ] [ 16 ] |
| 2024 | Municipal de Goiânia | UNIÃO   | Prefeito          | 353.518 | 55,53% (2º Turno) | Eleito     | [ 15 ] [ 16 ] |